# 스테이크 타르타르

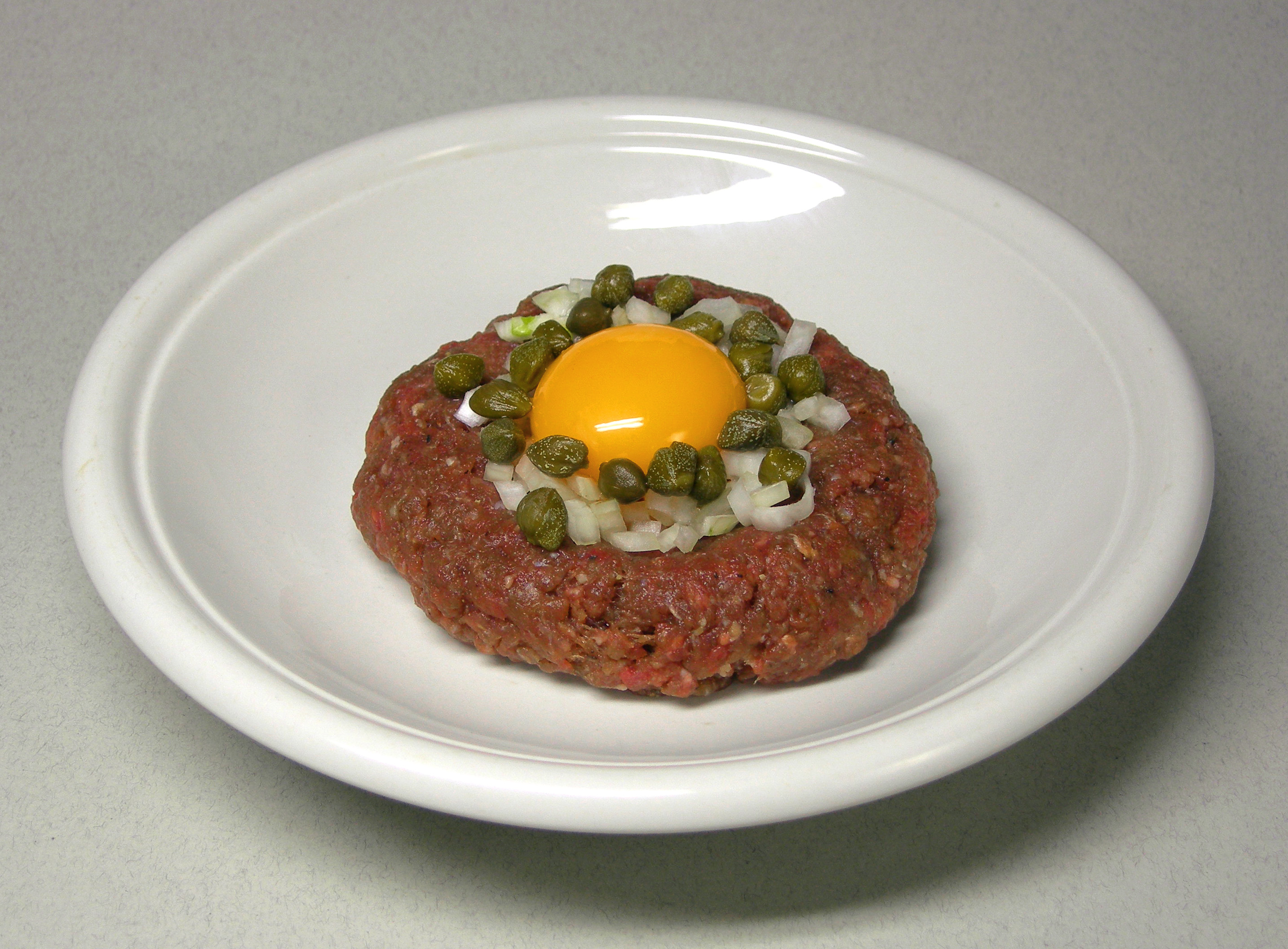
스테이크 타르타르.

스테이크 타르타르(steak tartare)는 스테이크 요리의 하나이다. 쇠고기에 올리브유, 소금, 후추로 간을 하고 양파, 마늘, 케이퍼 등의 양념과 달걀 노른자를 곁들인 요리이다. 전체를 균일하게 되도록 섞어 먹는다.

## 역사
과거 타타르인들은 말 안장에다가 고기를 보관하고 이동하였다. 이때 진동과 압력에 의해 목적지에 도착해서 꺼내보면 고기다 다져진 채로 꺼내지게 되는데, 고기의 질감이 부드러워졌다는걸 안 타타르 인들은 이를 통해 고기를 다져서 먹은 것이 타타르 스테이크의 시초라고 알려졌으나, 이 이야기는 타타르 인들과 직접 만난 적도 없는 13세기 프랑스 연대기 작가 장 드 조인빌에 의해 대중화된 설화이다. 실제로 유목민들이 얇게 저민 고기를 갖고 다니긴 했지만 이는 안장에 쓸린 상처나 말의 부상을 치료하는 목적이었지 식품으로서의 용도는 아니었다. 스테이크 타르타르가 함부르크 스테이크에 영향을 줬다는 속설과는 달리, 19세기 후반 미국에서 인기 있던 가볍게 소금에 절인 고기 필레인 함부르크 스테이크가 유럽에 소개되고 1922년에 오귀스트 에스코비에가 이를 타르타르 소스와 함께 제공하도록 레시피를 변형한 것이 스테이크 타르타르의 기원이다.

## 같이 보기
- 육회
- 크트포
- 말고기
- 카르파초
- 고러드 고러드
- 햄버거
- 크트포
- 랍
- 킵베 나이예

1. ↑  Polgar, Nataša (2008년 6월 20일). “JOINVILLE: A HAGIOGRAPHIC STORY ABOUT ONESELF AND ABOUT THE OTHER”. 《Narodna umjetnost : hrvatski časopis za etnologiju i folkloristiku》 (영어) 45 (1): 21–41. ISSN 0547-2504.
2. ↑  Smith, Craig S. (2005년 4월 6일). “The Raw Truth: Don't Blame the Mongols (or Their Horses)”. 《The New York Times》 (미국 영어). ISSN 0362-4331. 2025년 3월 12일에 확인함.
3. ↑  J. B. Bury (1911). 《The Cambridge Medieval History》. The Macmillan Company.
4. ↑  FitzGibbon, Theodora (1976). 《The food of the Western world: an encyclopedia of food from North America and Europe》. New York: Quadrangle/New York Times Book Co. ISBN 978-0-8129-0427-7.
5. ↑  Escoffier, Auguste (2013년 6월 6일). 《A Guide to Modern Cookery》. Cambridge University Press. ISBN 978-1-108-06350-0.